# 1034

## Nașteri
- dată necunoscută: Richilde de Hainaut  (d. 1086)
- dată necunoscută: Thimo de Wettin  (d. 1091)

## Decese
- 29 octombrie: Ulric Manfred al II-lea de Torino, margraf de Torino și de Susa (1000-1034), (n, 992)
- 25 noiembrie: Malcolm al II-lea al Scoției, rege (1005-1034), (n. 954)